# Penciklovir
Penciklovír je protivirusna učinkovina, ki se uporablja za zdravljenje okužb s herpesvirusi. Je aciklični analog gvanozina, ki zavira virusno DNK-polimerazo, s podaljšanim razpolovnim časom. Njegova biološka uporabnost po peroralni uporabi je majhna, zato se uporablja predvsem v zdravilih za topično uporabo, in sicer v kremah za zdravljenje herpesa na ustnici. Na voljo je predzdravilo penciklovirja, famciklovir, ki ima izboljšano biološko uporabnost pri peroralni uporabi.
Penciklovir so odobrili za klinično uporabo leta 1996.

## Klinična uporaba
Kreme s penciklovirjem se uporabljajo topično pri zdravljenju ustničnega herpesa, pri čemer se trajanje herpetičnega izpuščaja, bolečina in zaznavnost virusa v plazmi skrajšajo za okoli en dan, pri čemer simptomi brez zdravljenja običajno trajajo 2 do 3 tedne.
Učinkovitost kreme s penciklovirjem je primerljiva s topičnimi zdravili z aciklovirjem.

## Način uporabe
Pri zdravljenju ustničnega herpesa se priporoča čimprejšnji nanos kreme s penciklovirjem, in sicer najbolje v prodromski fazi (preden nastane mehurček). Priporoča se nanos vsaki dve uri, razen med spanjem. Zdravljenje traja 4 dni.

## Neželeni učinki
Pojavijo se lahko rdečina, pekoč občutek ali zbadanje na mestu nanosa. Hude preobčutljivostne reakcije so redke.

## Mehanizem delovanja
Penciklovir je aciklični analog gvanozina, ki zavira virusno DNK-polimerazo. Deluje specifično na herpesviruse, saj se fosforiliza in s tem aktivira le v celicah, okuženih s herpesvirusi.
Virusne timidin kinaze fosforilirajo penciklovir v monofosfatni derivat, tega pa celične kinaze nadalje pretvorijo v aktivno trifosfatno obliko. Penciklovir trifosfat zavira delovanje DNK-polimeraze, saj tekmuje z deoksigvanozin trifosfatom pri vgrajevanju v nastajajoče verige DNK.